# 埃克·伊梅尔
埃克·伊梅尔（德語：Eike Immel，1960年11月27日—）是一名德国前足球运动员，1980年加入成年国家队。曾作为守门员入选德国国家足球队，并随队参加了1986年国际足联世界杯及1988年欧洲足球锦标赛比赛。